# Командування армії США в Європі та Африці
Командування військами США в Європі та Африці (англ. US Army Europe and Africa (USAREUR-AF) — вище об'єднання видів Збройних сил США, у складі Міністерства оборони США, створене в листопаді 2020 році шляхом консолідації армій AFRICOM та EUCOM.

## Структура
- Повітряні сили (USAFE-AFAFRICA) 3-тя повітряна армія США

- Командування 10-ї армії[en] протиповітряної та протиракетної оборони.

- Наземний компонент (USAREUR) 7-ма армія США, найбільше сухопутне військове формування США на території Європи. Невід'ємна частина LANDCOM — центрального командування всіх сухопутних військ НАТО(до 2013 Центральної групи армій Північноатлантичного договору (НАТО) (CENTAG) . У лютому 2020 департамент Сухопутних військ оголосив про відновлення діяльності V корпусу з передовим штабом у Познані, Польща[2]. Як тільки V корпус буде повністю готовий до виконання місії, він зосередиться на Європі й візьме на себе оперативні й тактичні функції армії США в Європі та Африці.

- Морський компонент (NAVEUR-NAVAF, після 2020 CNE-CNA[en]) 6-й флот США;

- Сили Корпусу морської піхоти США в Європі (United States Marine Corps Forces, Europe (MARFOREUR);

- Європейське командування силами спеціальних операцій (Special Operations Command, Europe (SOCEUR).

- Колишнє африканське командування наразі трансформовано в Південно-Європейську бойову групу Сухопутних військ США, відповідальну за Африку (SETAF-AF). Очікується, що консолідація буде завершена до кінця 2022 фінансового року. Всі підрозділи армії США в Африці будуть переведені в USAREUR-AF.